# Famille Husson de Sampigny
La famille Husson de Sampigny est une famille française anoblie par le duc de Lorraine le 7 mars 1631.

## Composition
On trouve dans cette famille :
- Pierre Husson[2], écuyer, seigneur de Sampigny et de Venecourt, né en 1660 et mort le 6 janvier 1745, lieutenant dans le régiment des Vaisseaux-Mazarin, en 1692, puis capitaine au régiment de Picardie. Il épousa, le 4 septembre 1700, Marguerite Chuppé, fille d'Alexandre Chuppé, seigneur de Venecourt, dont il eut :
  - Alexandre-Nicolas-Louis Husson de Sampigny, né en 1712 doyen de l'église collégiale de Saint-Jean-Baptiste de Chaumont, et prieur de Silvarouvre, mort le 11 octobre 1764;
  - Alexandre Husson de Sampigny, chevalier de l'ordre royal et militaire de Saint-Louis, capitaine de cavalerie, ancien porte-étendard des gardes du corps du roi, encore en vie le 14 juin 1764 ;
  - Jean-François Husson de Sampigny, écuyer, né le 20 juin 1722, seigneur en partie de Venecourt, garde-du-corps du roi, puis capitaine de cavalerie, et chevalier de l'ordre royal et militaire de Saint-Louis. Il épousa :

1. Marguerite Graillet, fille de Jean-Baptiste-Graillet, président en l'élection de Chaumont
2. puis, le 10 octobre 1764, Marie-Anne de Giey, fille de Pierre de Giey, chevalier de Saint-Louis, ancien capitaine au régiment de Cambrésis, et de Geneviève Finée de Prianville, dame de Villars-en-Azois.

- Alexandre Husson de Sampigny, fils de Jean François Husson de Sampigny. Né en 1765 et mort en 1822. Il fut garde du corps du roi dans la compagnie de Beauvau. Il épousa :

1. Anne-Victoire Delecey, morte en 1800 à Chaumont
2. Adélaïde de Gauville, fille de Louis-Henri-Charles de Gauville, sous-lieutenant des gardes du corps de Monsieur, député de la noblesse aux États généraux. Il émigra et servit dans l'armée de Condé.

- Gonzalve Husson de Sampigny (1955-1890), officier de cavalerie mort en service commandé.
- Raoul Husson de Sampigny (1874-1914) capitaine de chasseurs à pied mort pour la France dans les Vosges.
- Octave Husson de Sampigny (1869-1915), officier d'infanterie mort pour la France en Alsace.
- Marie Joseph Aloys Husson de Sampigny (1889-1917), officier mort pour la France.
- Pierre Husson de Sampigny (1876-1918), chef de bataillon au Régiment de Marche de la Légion Etrangère, mort pour la France devant Soissons.
- Tony Husson de Sampigny (1903-1923), sergent-pilote mort en service commandé à Orthez.
- Alexandre Husson de Sampigny (1902-1948) interné-résistant, mort des suites de son enfermement à Tunis dans les prisons italienne puis allemande.
- Hortense Husson de Sampigny (1896-1969) violoniste, premier prix de violon au Conservatoire de Paris en 1915. Membre du Trio Trillat avec Ennemond Trillat et Jean Witkowski, elle fut la créatrice et interprète de nombreuses œuvres de son temps, notamment de Florent Schmitt, Vincent d'Indy et Claude Delvincourt. En 1924, elle créa à Paris aux Concerts du Conservatoire le Deuxième concerto pour violon de Karol Szymanowski. Dédicataire de la deuxième sonate pour violon et piano de Bohuslav Martinu, Hortense de Sampigny était mariée à l'écrivain Auguste Bailly (1878-1967).

## Sources
- Dictionnaire universel de la noblesse de France, par Jean-Baptiste-Pierre Jullien de Courcelles, publié par le Bureau général de la noblesse de France, 1822.
- Catalogue de la noblesse française, par Régis Valette, Robert Laffont, Paris 2002.
- ANF, Association d'entraide de la Noblesse Française.
- S.H.A.T. : Yb 22
- Archives départementales : état civil et 22 J 6
- Dom Pelletier
- Grand Armorial de France